# Wilhelm Loeper
Wilhelm Axel Ulfsson Loeper (30 marzo 1998) è un calciatore svedese, centrocampista dell'Helsingborg.

## Carriera

### Club
Ha svolto tutta la trafila delle giovanili con la maglia del Djurgården. Nel precampionato 2017 aveva svolto un provino con il Varberg, squadra militante in Superettan, senza riuscire a trovare un contratto, così ha continuato a giocare per un ulteriore anno nel settore giovanile del Djurgården vincendo il titolo nazionale Under-21. A fine stagione, non rientrando nei piani della prima squadra, ha lasciato il club per proseguire la carriera altrove.
Nel gennaio 2018 ha iniziato la sua prima parentesi nel calcio senior con l'accordo biennale siglato con l'Arameisk-Syrianska, società che a partire dalla primavera è stata impegnata nel campionato di Division 1, ovvero la terza serie nazionale.
Nonostante la stagione 2018 dell'Arameisk-Syrianska sia poi terminata con una retrocessione, Loeper ha attirato le attenzioni dell'AFC Eskilstuna (neopromosso in Allsvenskan) che nel febbraio 2019 lo ha acquistato a titolo definitivo con un contratto di tre anni. La squadra è retrocessa nella Superettan 2020, ma egli è rimasto in rosa. Tuttavia, nel dicembre 2020, al termine di una stagione che lo ha visto vincere la classifica degli assist con 11 assistenze in 29 partite, Loeper ha annunciato la volontà di lasciare il club, sfruttando una clausola che gli permetteva di terminare il contratto con un anno di anticipo rispetto alla scadenza del 2021.
Nel febbraio 2021 ha firmato un triennale a paramatro zero con l'Helsingborg, formazione che era appena retrocessa nel campionato di Superettan.